# Periodo Predinastico (Egitto)

Mappa dell'antico Egitto, con il Nilo fino alla quinta cataratta, le maggiori città e siti del periodo dinastico (dal 3150 a.C. al 30 a.C. circa).

Il Periodo predinastico (o Egitto predinastico) è la fase della storia dell'Antico Egitto che copre il IV millennio a.C.
In questa fase si passa gradualmente da una struttura sociale composta al più da piccoli gruppi di villaggi all'aggregazione di questi in strutture politiche più grandi fino alla fusione di questi nei due regni dell'Alto Egitto e Basso Egitto.
Anche il predinastico viene suddiviso, dagli archeologi, in fase caratterizzate da particolari siti. Una suddivisione è quella proposta da Nicolas Grimal:
- Predinastico arcaico 4500 a.C. - 4000 a.C.
- Predinastico medio 4000 a.C. - 3500 a.C.
- Predinastico recente 3500 a.C. - 3300 a.C.
- Epoca pretinita 3300 a.C. - 3150 a.C.

## Visione generale
Alle competenze acquisite nel periodo preistorico antico provenienti, in parte, dall'area siro-palestinese se ne aggiunsero, a partire dal 4000 a.C. altre di provenienza asiatica. 
Benché si continuasse a utilizzare strumenti in selce per la lavorazione del vasellame in pietra, dell'avorio e per la mietitura dei raccolti, si sviluppò la lavorazione di utensili e armi in rame. Conseguenza fu la necessità di spedizioni, e di commercio, nei territori nella Penisola del Sinai e nel deserto arabico per l'approvvigionamento del metallo.
Altre innovazioni pervennero in Egitto, in tale periodo, da genti verosimilmente di provenienza mesopotamica, anatolica o siriana: preparazione dei mattoni rettangolari crudi; nuovi schemi decorativi; uso di sigilli cilindrici per imprimere segni sull'argilla (di tipica derivazione mesopotamica); primi tentativi di scrittura pittografica. Si aggiungano a tale situazione generale, i primi contatti marittimi, anche con le isole egee, che apportarono innovazioni, perciò, anche nella e dall'area mediterranea tanto che si ritiene che tali contatti possano aver favorito la quasi simultanea fioritura delle civiltà egizia e cretese nella loro fase iniziale.
La scarsità, in Egitto, di legname atto alla costruzione di navigli in grado di affrontare il mare, indica anche la necessità di rapporti con i paesi della costa siro-palestinese che disponevano, oltre che del legname, dei litorali giusti per poter costituire basi di approdo navale.

## Archeologia del periodo Predinastico

### Naqada

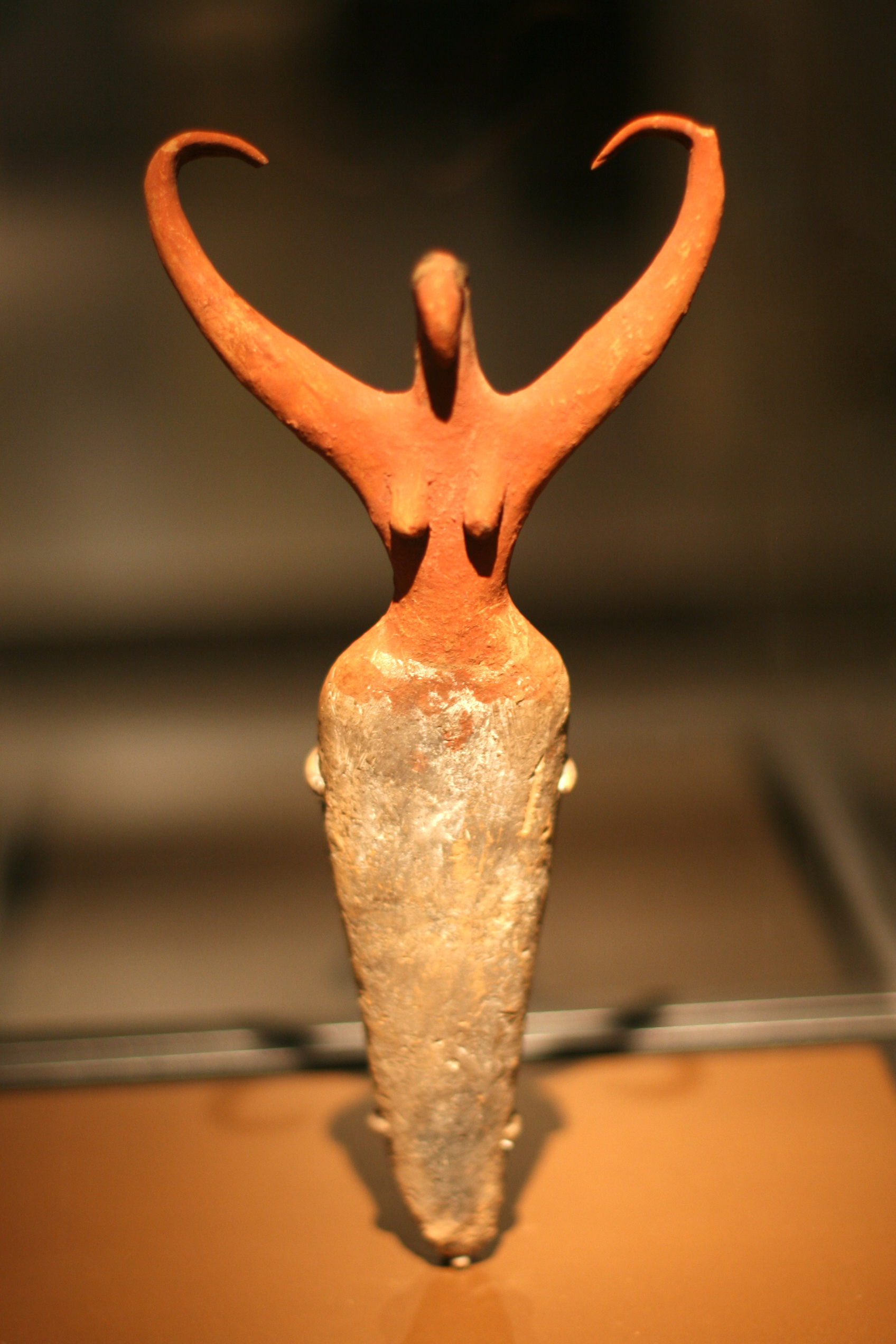
Statuetta in terracotta, soprannominata "Danzatrice di Brooklyn", risalente al Periodo Predinastico Arcaico. Brooklyn Museum, New York.

Uno dei più grandi studiosi del periodo predinastico, ritenuto peraltro tra i fondatori della moderna egittologia, è da individuarsi in Flinders Petrie il cui interesse precipuo era teso specialmente alla individuazione della provenienza della cultura egizia.
Dopo scavi nel Fayyum e nel Delta nilotico, nel 1894-1895 Petrie indirizzò il suo lavoro nell'area di Naqada, località situata nell'Alto Egitto più a nord zona di Luxor.
Indipendentemente dall'area di ritrovamento, Petrie aveva infatti rilevato caratteristiche comuni, specie nelle ceramiche, compendiate proprio nei manufatti della cultura di Naqada così verificando e confermando la progressione della cultura da sud verso nord.
A Naqada Petrie scoprì tre necropoli che identificò con le lettere N, T, B.
- Necropoli N[11], che comprendeva oltre 2000 sepolture non riferibili o inquadrabili in un preciso momento storico poiché conseguenti all'andamento storico-demografico del vicino abitato;
- Necropoli T, che conteneva circa 70 tombe, risalenti al periodo storico identificato come Naqada II. Questa necropoli comprendeva sepolture più ricche riferibili a un periodo di consistente ampliamento del villaggio;
- Necropoli B, detta "necropoli dei contadini", che comprendeva 144 sepolture.

Circa l'80% delle sepolture era di forma rettangolare, specie quelle delle classi più abbienti, mentre le più antiche, e più povere, erano di forma circolare ed ellissoidale. Si trattava, in genere, di fosse scavate nel deserto, delle dimensioni di circa 100x150 cm, con mummificazioni naturali dovute al clima secco e asciutto. L'orientamento delle sepolture era, generalmente, nord-sud ed erano sormontate da monticelli di terra o di pietre. È possibile vedere in tali tumuli, quello che poi, si trasformerà nelle mastabe e poi nelle piramidi. Queste strutture erano poste a protezione dei corpi dall'aggressione di animali, ed in seguito anche dei ladri che depredavano le sepolture, e come segnacolo delle sepolture stesse.

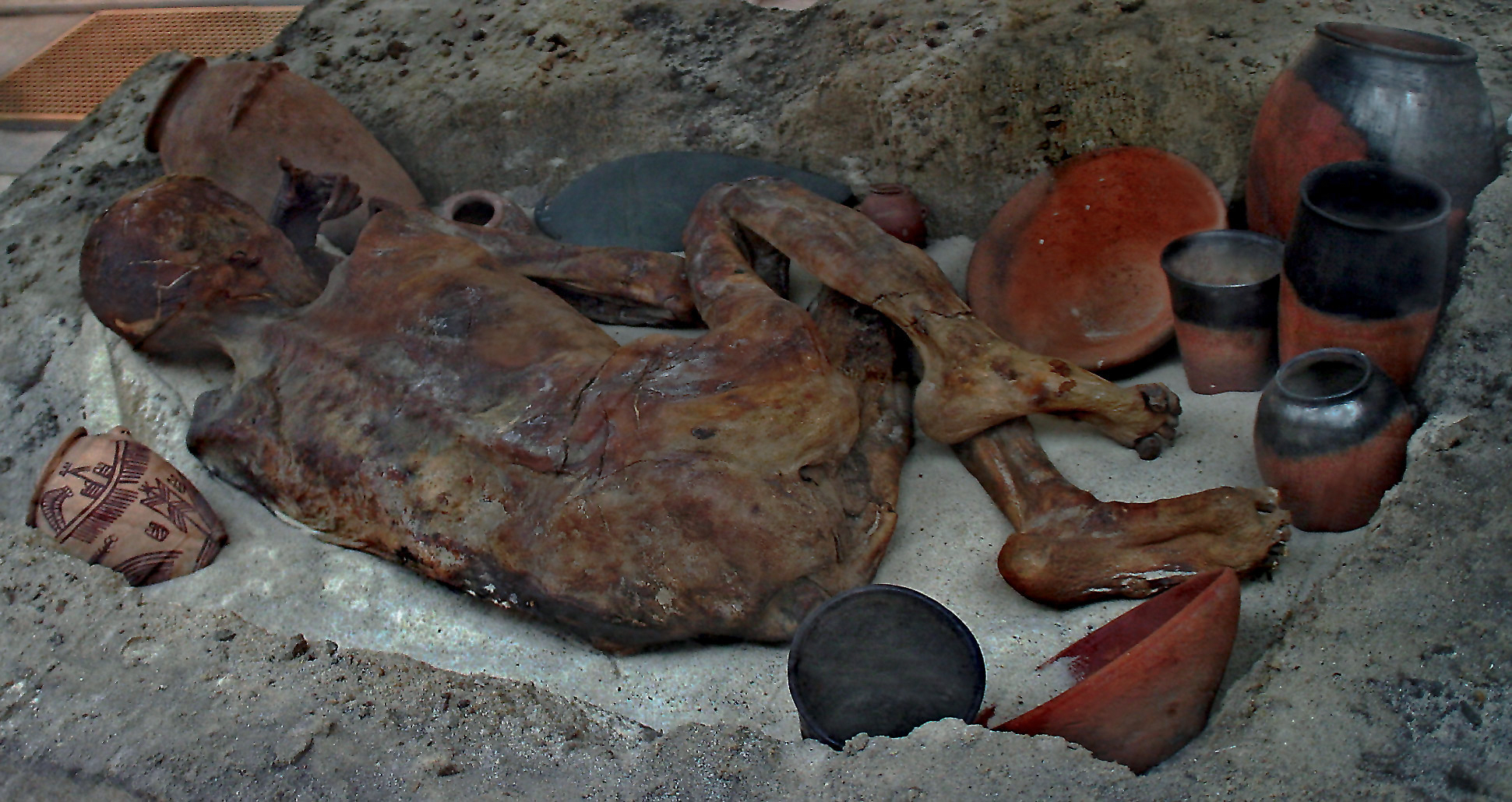
Ricostruzione di sepoltura in posizione fetale. Fase Naqada II, British Museum, Londra

I corpi erano deposti sul fianco, in posizione fetale, come di persona addormentata a simboleggiare la possibilità di risveglio o di rinascita; la testa era posizionata a sud e il viso rivolto a est, ovvero verso il sole nascente.
Nell'archeologia delle fasi preistoriche e protostoriche in assenza di documenti scritti riveste molta importanza l'analisi delle forme vascolari (ceramica).

#### Classi di ceramiche e datazione
Dall'esame del vasellame (non ancora lavorato al tornio) presente nei corredi, in misura maggiore o minore a seconda della condizione sociale del defunto, Petrie individuò 700 tipi di ceramiche che raccolse in nove classi contrassegnate con lettere dell'alfabeto: 
- B - a bocca nera (Black topped in inglese);
- P - a ingobbiatura rossa (Polished Red);[N 2];
- F - a ingobbiatura nera;
- C - a ingobbiatura rossa, con semplici motivi geometrici dipinti di bianco (White Cross);
- R - ceramica grezza comune (Raw);
- L - ceramica del periodo tardo (Late);
- D - raffinata ceramica di colore marrone chiaro e motivi in ocra rossa (Dark);
- W - ceramica ad anse ondulate (Wavy)[N 3];
- N - Nubiana, ceramica di colore marrone scuro con motivi geometrici incisi.

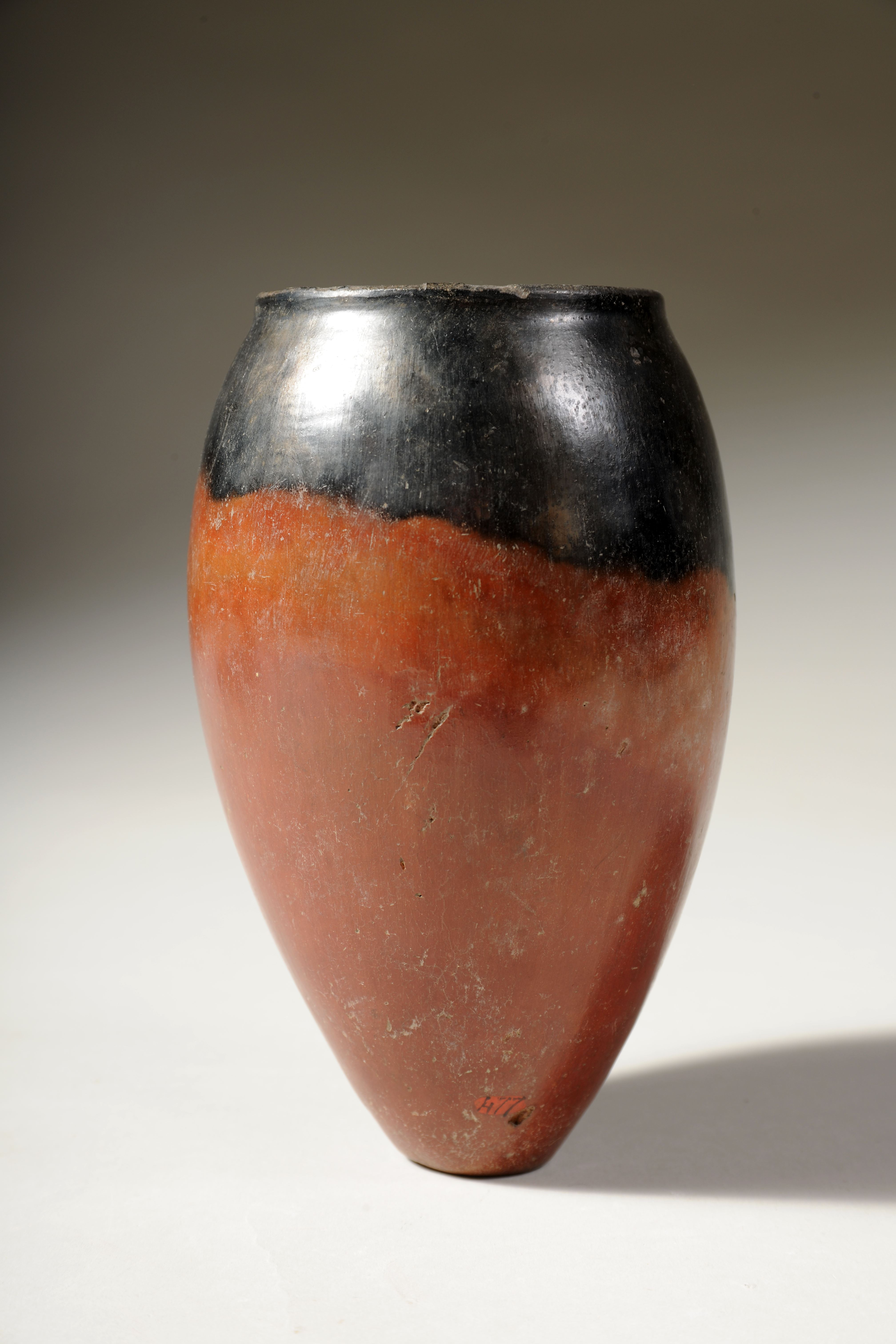
Vaso a bocca nera (classe B)
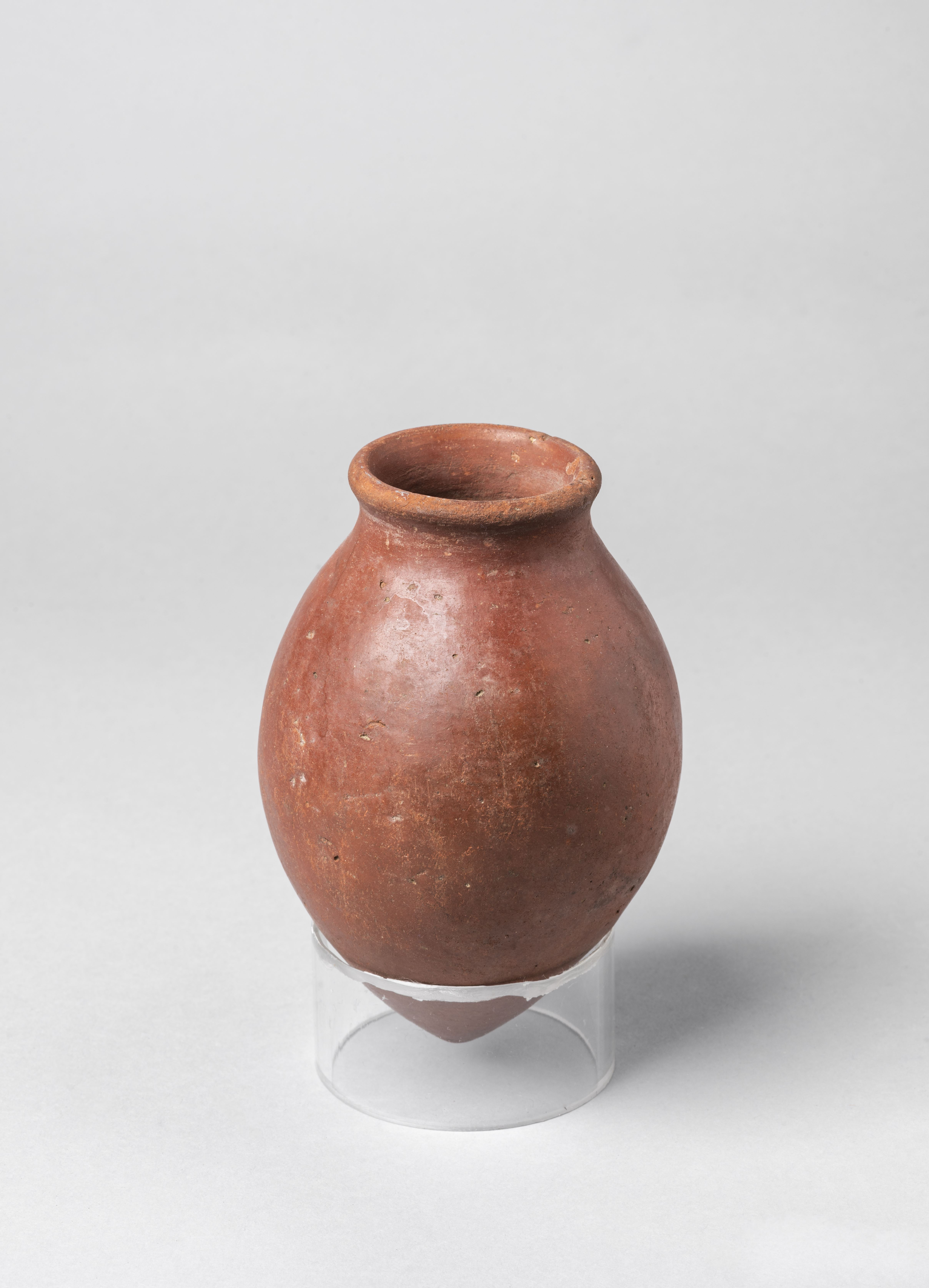
Giara dalla superficie rosso lucida (classe P)
Vaso gèmino (classe F)
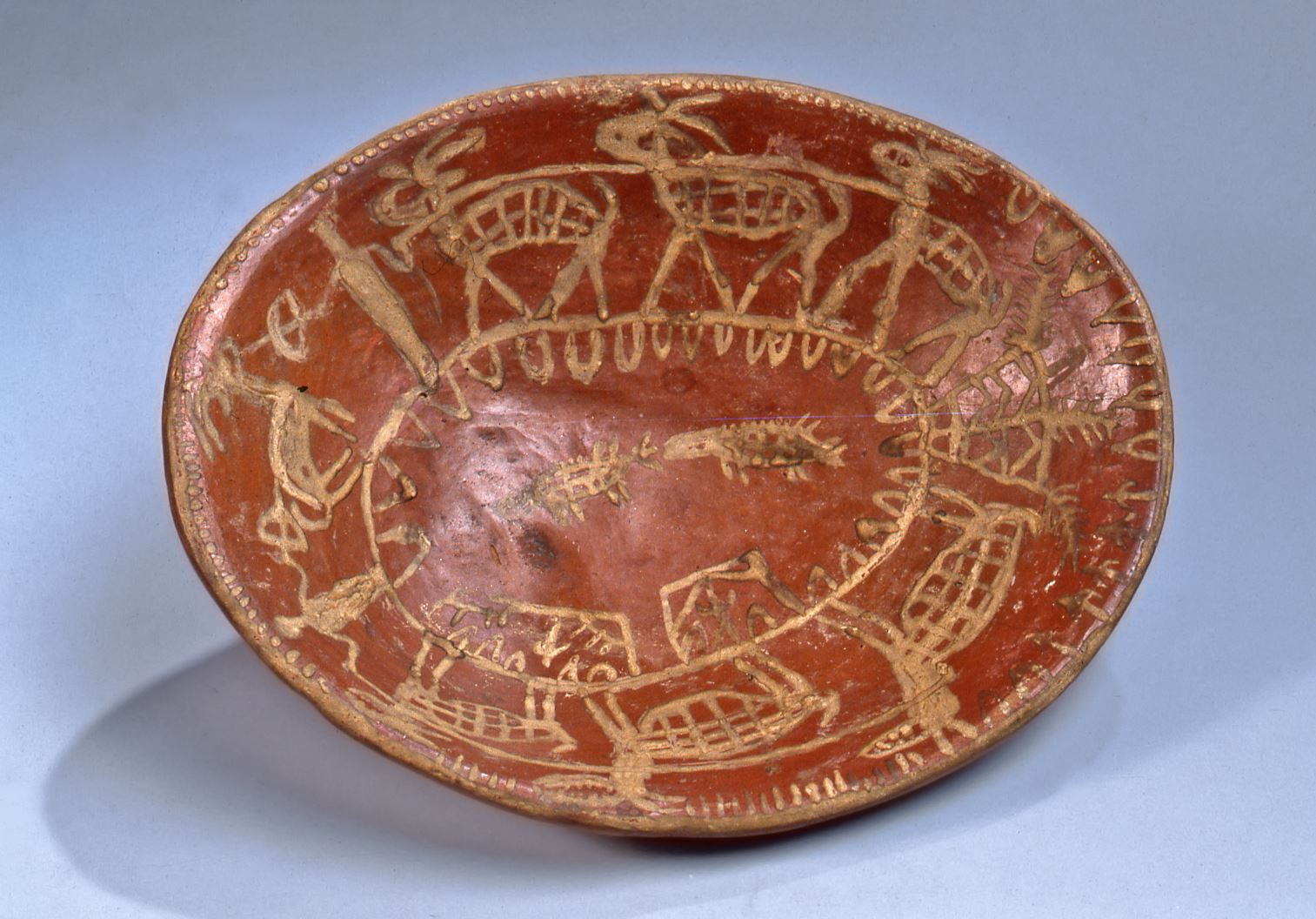
Coppa con scene di caccia (classe C)
Giara per birra (classe R)
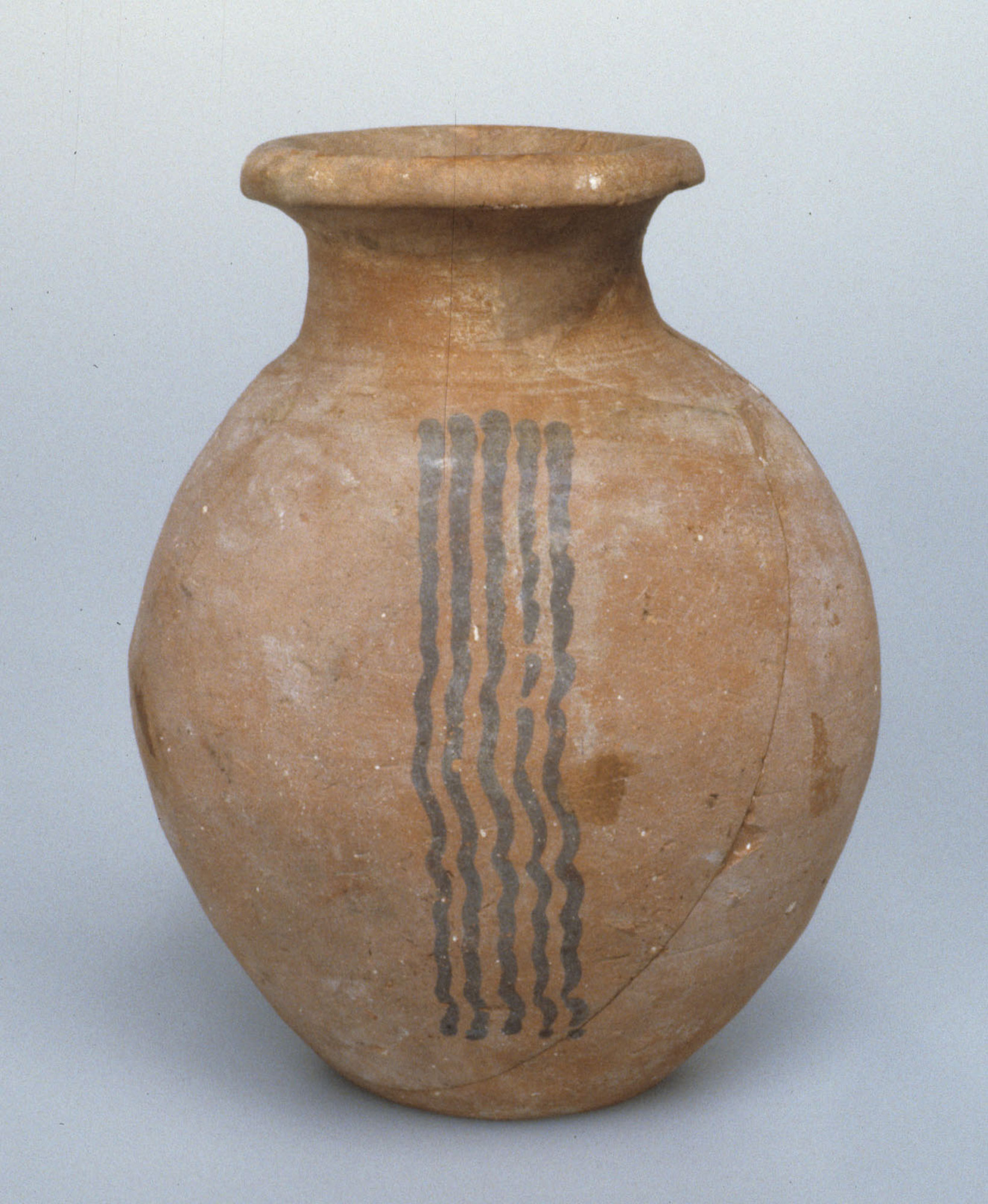
Vaso con decorazione dipinta ondulata (classe L)
Vaso decorato con scene di ambientazione nilotica (classe D)
Vaso ad "anse ondulate" (classe W)
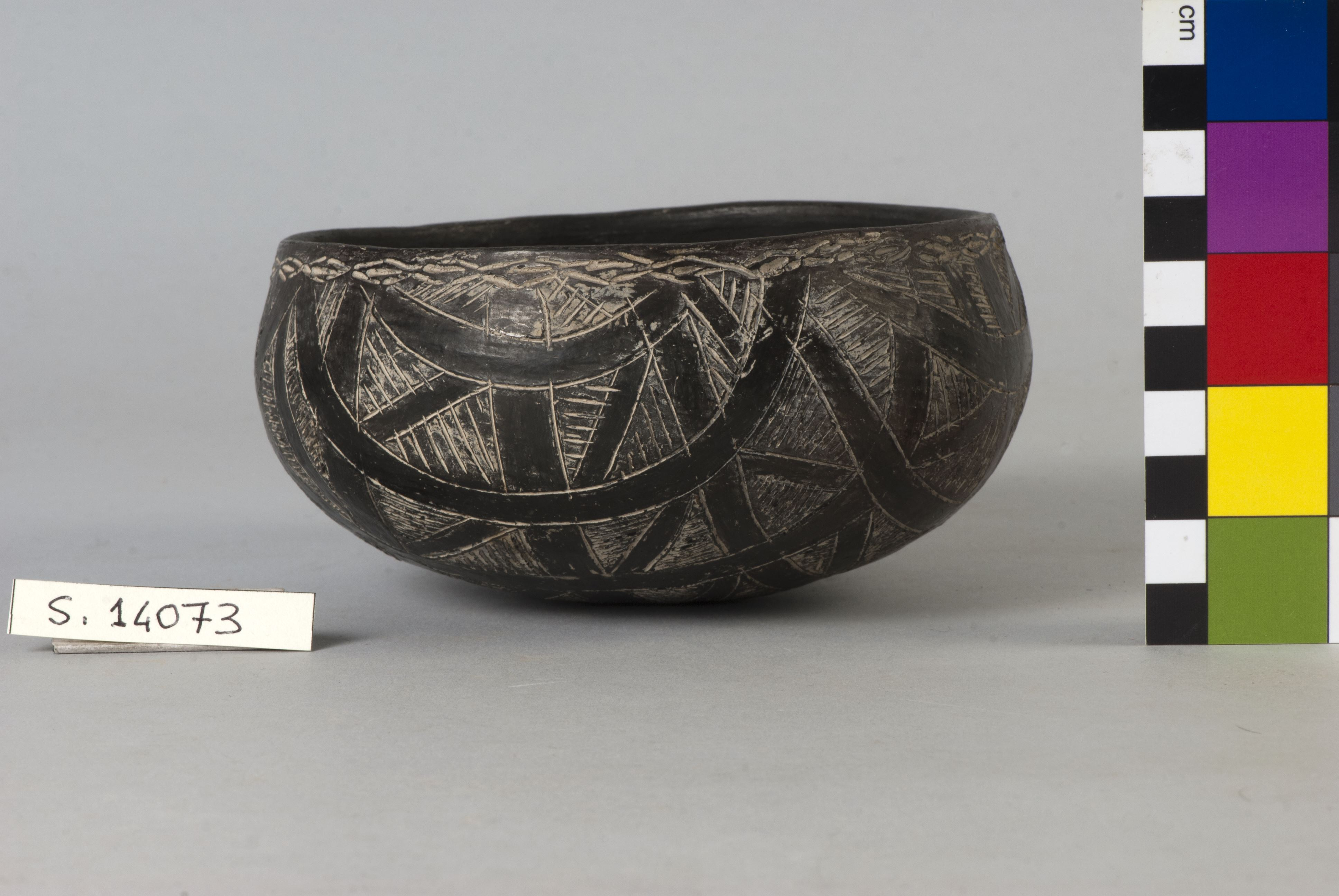
Ciotola nubiana con superficie esterna lucidata e una decorazione geometrica incisa e riempita di pigmento bianco

Da questa classificazione fece derivare un sistema di catalogazione e datazione, detto di datazione sequenziale (Sequence Date) che contrassegnò con la sigla SD, delle sepolture non solo di Naqada in senso stretto, prevedendo quattro periodi all'interno dei quali è possibile reperire ceramiche appartenenti alle precedenti 9 classi: 
- SD 30-39 = Naqada I (o Amraziano);
- SD 40-62 = Naqada II (o Gerzeano);
- SD 63-72 = Naqada III (o Samainiano);
- SD 77-88 = protodinastico (oggi indicato come "dinastia 0")

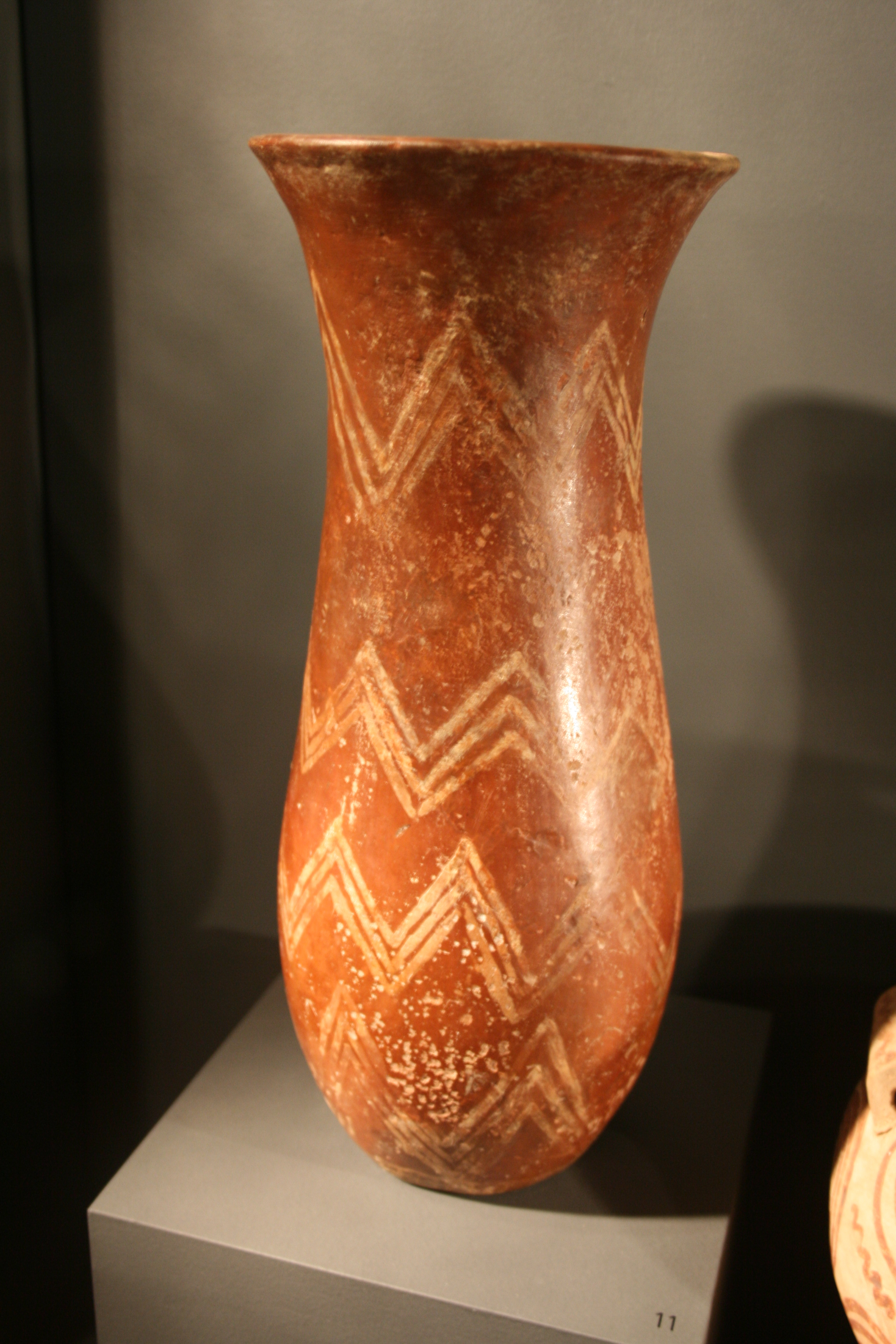
Vaso del periodo Amraziano (Naqada I)
Statuetta in terracotta stilizzata di donna seduta, Naqada II
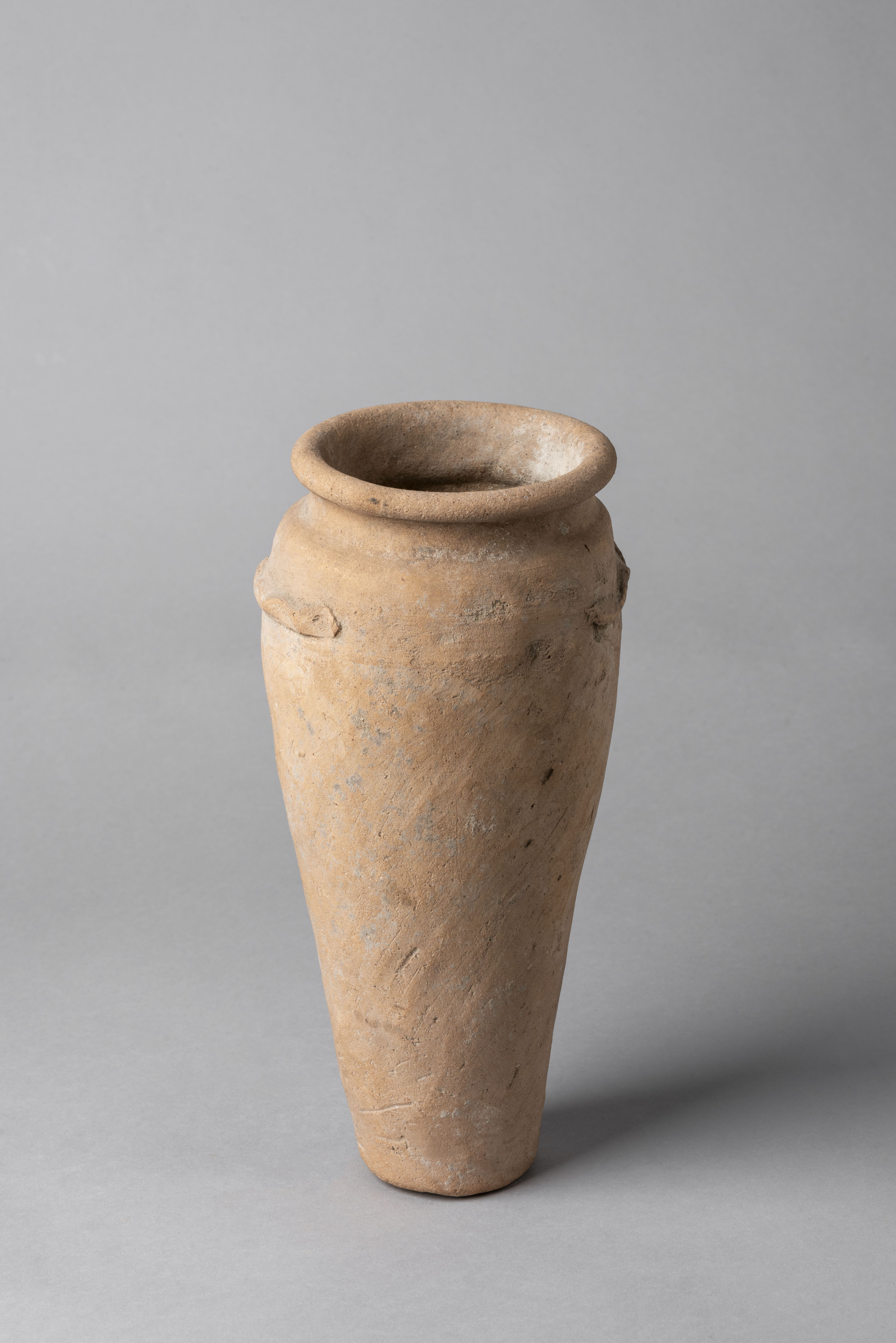
Vaso ad "anse ondulate", Naqada III A1
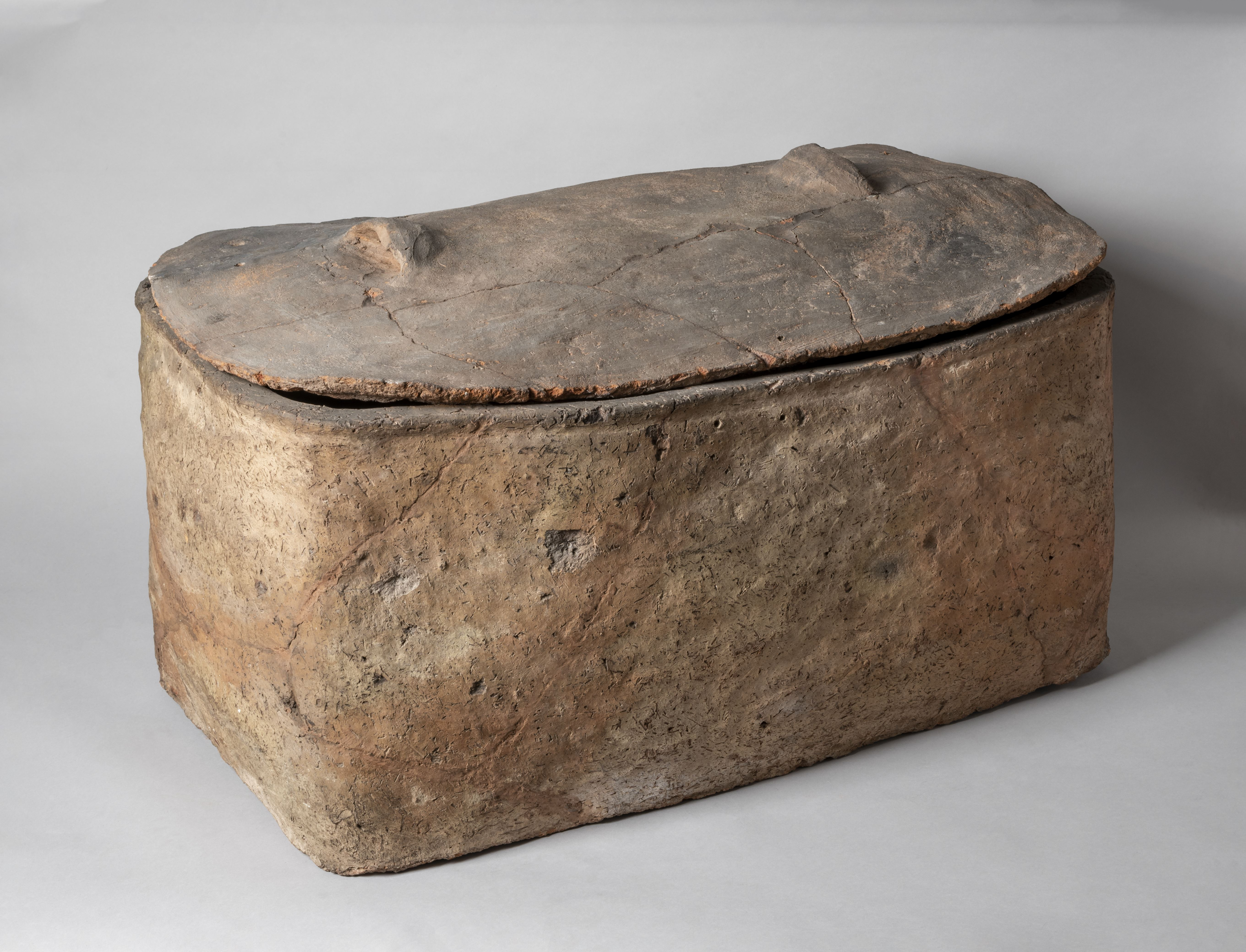
Sarcofago in terracotta del periodo protodinastico, tra il 3300 e il 2590 a.C.

### Ieracompoli
Pochi anni dopo i lavori di Flinders Petrie, nel 1897, James Edward Quibell e Frederick William Green scoprirono la necropoli di Nekhen (la greca Ieracompoli), un'area cimiteriale in cui fu possibile notare già una netta bipartizione tra un'area destinata al ceto comune e un'altra destinata alla classe aristocratica. Ne derivò l'evidenza di una distinzione in classi della popolazione, segno evidente dell'esistenza di una ben precisa struttura gerarchica e, conseguentemente, della possibile esistenza di una figura assimilabile a un re, condizione ancora non rilevabile, peraltro, nelle sepolture coeve del Basso Egitto.
Le sepolture più povere erano costituite da fosse ovali in cui il corpo veniva posto in posizione fetale (vedi il corpo di adulto mummificato del Museo Egizio di Torino) coperto da stuoie o materiale vegetale, con corredo ridotto di vasellame e poche suppellettili. Le tombe più ricche, di converso, erano rettangolari, presentavano fondamenta di pietra o roccia, pareti in mattoni crudi probabilmente dipinte all'interno, ed erano sormontate verosimilmente da costruzioni in legno di cui vennero rinvenute le tracce le cui analisi col C14 fornirono una datazione tra il 3800 a.C. ed il 3600 a.C.

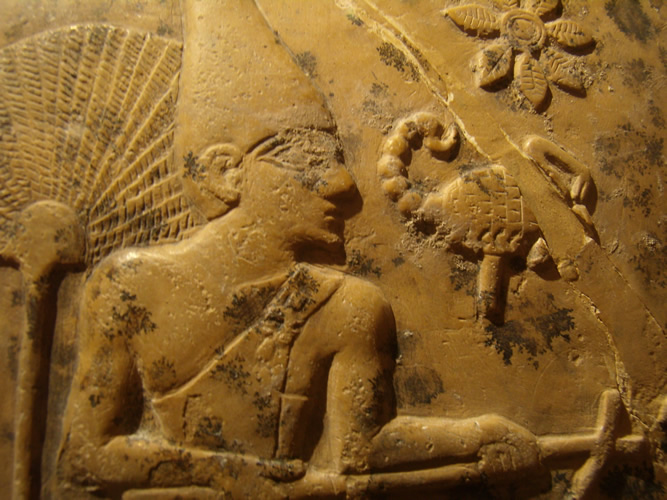
Dettaglio della mazza cerimoniale di re Scorpione II. Ashmolean Museum, Oxford

Al 1897 risale il ritrovamento, nei pressi del tempio dedicato ad Horus, di una testa di mazza cerimoniale rappresentante un personaggio, che indossa la corona bianca dell'Alto Egitto, che impugna quella che è stata interpretata come una zappa o un aratro; un segno geroglifico all'altezza del viso, rappresentante uno scorpione, ha dato il nome a tale personaggio che appare, data la corona, come un re. Nonostante si tratti sostanzialmente di un'arma, il Re Scorpione, seguito da flabelliferi, è rappresentato verosimilmente nell'atto di scavare un solco da irrigazione a voler evidentemente rappresentare l'aspetto politico e paternalistico della sua figura per il benessere del suo popolo. In alto, in un registro superiore, sono invece rappresentati stendardi probabilmente relativi a città sconfitte.
Nel 1898-1899 venne portata alla luce la tomba 100, risultata soggetta a saccheggi in antico, in cui venne rinvenuto quello che si ritiene il più antico dipinto conosciuto dell'antico Egitto.
Attualmente i resti del dipinto sono conservati presso il Museo Egizio del Cairo.

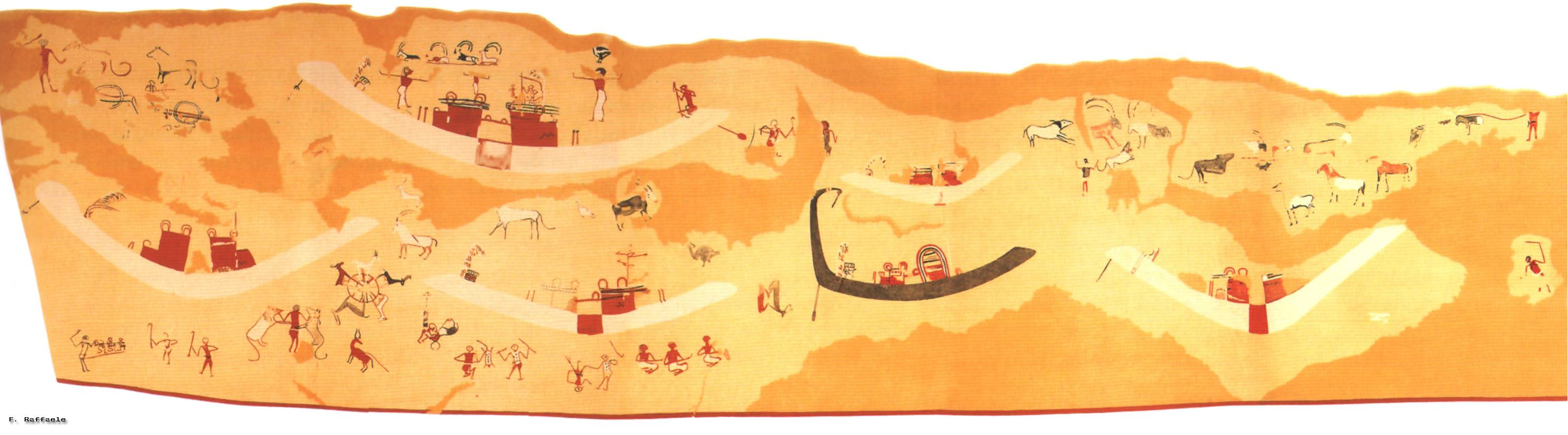
Copia di un dipinto della "Tomba 100" di Ieracompoli. Acquerello di Frederick W. Green

Conosciamo però l'aspetto originale degli affreschi grazie agli acquerelli eseguiti da Frederick W. Green all'atto della scoperta. Si tratta di un dipinto decisamente importante sia per l'età che, soprattutto, per i soggetti rappresentati di cui vengono date interpretazioni diverse. Secondo una di queste si tratterebbe di una processione funebre su barche; secondo un'altra di una scena di caccia, ma un'ulteriore ipotesi vorrebbe il dipinto come rappresentazione di un'invasione di popoli stranieri dal mare.

## Politica del Predinastico
Sotto il profilo politico, nel periodo del tardo predinastico (Naqada III), intorno al 3400 a.C., appare evidente l'aumento dell'attività politica: le entità costituite dall'Alto e Basso Egitto appaiono ormai consolidate e in entrambe le regioni sono raggruppate attorno ad alcune città principali, con un dio riconosciuto e sotto la guida di un capo autorevole. Secondo ipotesi accreditate, mentre nel sud del Paese (Alto Egitto) la compagine sociopolitica è più compatta, forse per il carattere prettamente rurale delle città/villaggio, scarsamente autonome, e forse per la presenza di capi più incisivi, nel Basso Egitto (a nord) le città hanno un maggior grado di sviluppo e di autonomia, di cui sono particolarmente gelose, che le rende più difficili da unificare.
Prova di tale situazione più compatta dell'Alto Egitto sono alcuni manufatti, non riscontrabili nell'area del delta nilotico, sintomatici di un potere centralizzato tra i quali si annovera la già citata testa di mazza da guerra del cosiddetto Re Scorpione che viene già ascritto a una dinastia "0" e che può, embrionalmente, essere identificato come l'iniziatore di quella che, con il successivo Periodo Protodinastico, porterà all'unificazione delle Due Terre.

## Cronologia archeologica
Nella tabella che segue vengono messe in relazione la fasi del sito di Naqada con altri siti archeologici che hanno fatto da riferimento. Infine le fasi di Naqada vengono messe in relazione con la cronologie storica.
| Data (a.C.) | Naqada     | Basso Egitto | Alto Egitto     | Località | Periodo              |
| ----------- | ---------- | ------------ | --------------- | -------- | -------------------- |
| 3900 -3650  | Naqada I   | Maadiano     | Amraziano       | el-Maadi | Predinastico arcaico |
| 3650 - 3400 | Naqada II  |              | Gerzeano antico | el-Gerza | Predinastico medio   |
| 3400 - 3200 | Naqada III | Semainiano   |                 |          | Predinastico recente |

### Annotazioni
1. ↑  Poche sono, benché non per questo meno importanti, le testimonianze di rapporti con le isole egee in questo periodo: una zanna d'avorio d'ippopotamo lavorata, corniole e ametiste, sigilli cilindrici in avorio. Vasi in pietra, provenienti dalla necropoli di Mokhlos e Zakhros, appaiono di derivazione egizia, benché quasi sicuramente realizzati localmente; altri provenienti da Cnosso sono invece palesemente di provenienza egizia e risalgono a un periodo compreso tra il predinastico e la VI dinastia egizia.
2. ↑  Si tratta di un procedimento attuato nella produzione di ceramiche consistente nel rivestire con un velo di terra, in questo caso di colore rosso, l'argilla parzialmente essiccata.
3. ↑  Si tratta dell'unica classificazione che, invece della colorazione, prende in considerazione la struttura del manufatto.
4. ↑  Elise Jenny Baumgartel (1892-1975), egittologa tedesca specializzata in storia del Predinastico, in occasione di una sua visita al Museo Egizio del Cairo negli anni '60 del '900 ebbe a dire, a proposito di tale dipinto: i pochi frammenti rimasti sono talmente scuri che è difficile distinguere anche solo la pittura dal resto.

### Fonti
1. ↑   Grimal, p. 41.
2. ↑  Aldred 1996, pp. 58-62.
3. ↑  Aldred 1996, p. 58.
4. ↑  P.M. Warren, Minoan stone vases, Cambridge, 1969
5. ↑  P. M. Warren, Minoan Crete and Pharaonic Egypt, in Egypt the Aegean and the Levant, London, 1995, pp. 1-28.
6. ↑  Aldred 1996, p. 59.
7. ↑  Flinders Petrie Ten years' digging in Egypt (1881-1891) , Fleming H. Revell Co., New York & Chicago, 1891.
8. ↑  Flinders Petrie, A history of Egypt, from the earliest times to the XVI th Dinasty, Methuen & Co., London, 1897, pp. 1-15.
9. ↑  Flinders Petrie (1909), The arts & crafts of ancient Egypt, T.N. Foulis, Edinburgh & London, p.126.
10. ↑  Flinders Petrie, A history of Egypt, Vol. I, Methuen & Co., London, 1897, pp. 13, 17, 81, 126 et al.
11. ↑  Da New Race (Nuova Razza) poiché, è bene ricordarlo, Petrie effettuava scavi a Naqada specialmente per trovare conferme alla sua duplice teoria della provenienza della razza egizia dall'area mesopotamica o da quella etiopica.
12. ↑  Aldred 1966, p. 60.

### Testi in italiano
- Nicolas Grimal, Storia dell'Antico Egitto, Bari, Laterza, 1990, ISBN 8842036013.(orig. "Histoire de L'Egypte ancienne", Fayar, 1988)
- Patrizia Piacentini (a cura di)., L'antico Egitto di Napoleone, Mondadori, 2000
- Alan Gardiner, La civiltà egizia, Torino, Einaudi, 1961, ISBN 88-06-13913-4. (orig. Egypt of the Pharaohs, Oxford University Press, 1961)
- Brian Fagan, Alla scoperta dell'antico Egitto, Roma, Newton & Compton, 1996, ISBN 88-8183-286-0. (orig. The Rape of the Nile: Tomb Robbers, Tourists, and Archaeologists in Egypt, Charles Scribner's Sons, New York, 1975)
- Edda Bresciani, Sulle rive del Nilo, Bari, Laterza, 2000.
- Cyril Aldred, Gli Egiziani - tre millenni di civiltà, Roma, Newton & Compton, 1996, ISBN 88-8183-281-X. (orig. The Egyptians, Thames and Hudson, London, 1961)
- Cyril Aldred, Christiane Desroches Noblecourt et al., I faraoni - il tempo delle piramidi, Rizzoli, 1979
- Cyril Aldred, Christiane Desroches Noblecourt et al., I faraoni - l'impero dei conquistatori, Rizzoli, 1980
- Cyril Aldred, Christiane Desroches Noblecourt et al., I faraoni - l'Egitto del crepuscolo, Rizzoli, 1981
- Nicolas Grimal, Storia dell'Antico Egitto, traduzione di G. Scandone Matthiae, Bari, Laterza, 2002,  p. 619, ISBN 978-88-420-5651-5.
- Sergio Donadoni, L'Egitto, Torino, UTET, 1982, ISBN 88-02-03571-7.

### Testi in altre lingue
- (EN)  Flinders Petrie, Ten years' digging in Egypt (1881-1891) , Fleming H. Revell Co., New York & Chicago, 1891
- (EN)  Flinders Petrie, Naqada and Ballas, Bernard Quaritch, London, 1896
- (EN)  Flinders Petrie, A history of Egypt, from the earliest times to the XVI th Dinasty, Methuen & Co., London, 1897
- (EN)  Flinders Petrie, A history of Egypt, Vol. I, Methuen & Co., London, 1897
- (EN)  Flinders Petrie, Hyksos and Israelite Cities, Bernard Quaritch, London, 1906
- (EN)  Flinders Petrie, The arts & crafts of ancient Egypt, T.N. Foulis, Edinburgh & London, 1909
- (EN)  Flinders Petrie, Tools and Weapons, British School of Archaeology in Egypt, 1917
- (EN)  Iorwerth E. S. Edwards, The early dynastic period in Egypt, The Cambridge Ancient History, Cambridge, Cambridge University Press, 1971
- (EN)  Barbara Adams, Predynastic Egypt, New York, Bloomsbury, 1988